# 4 Lubuska Dywizja Zmechanizowana

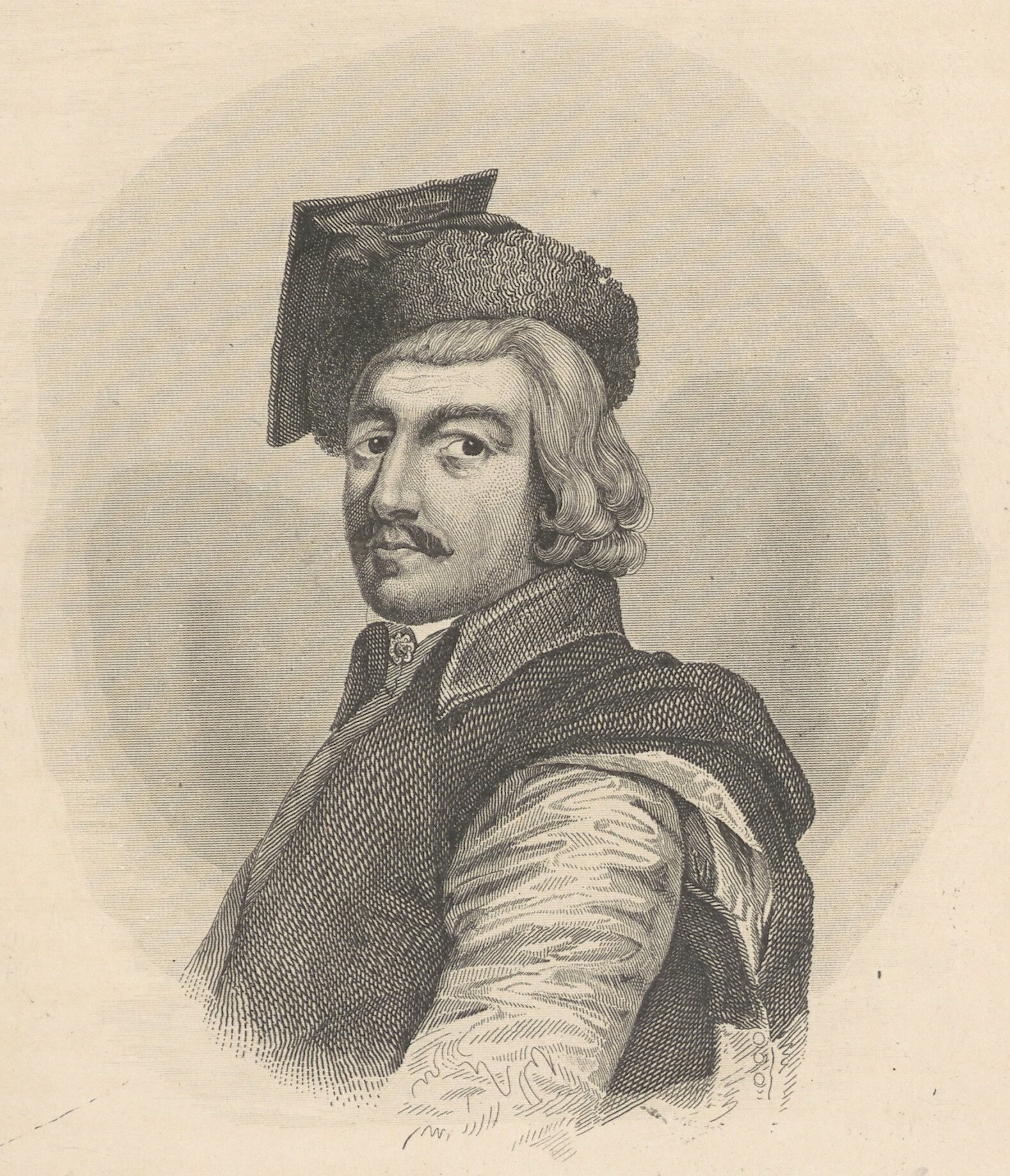
Jan Kiliński – patron 4 LDZ

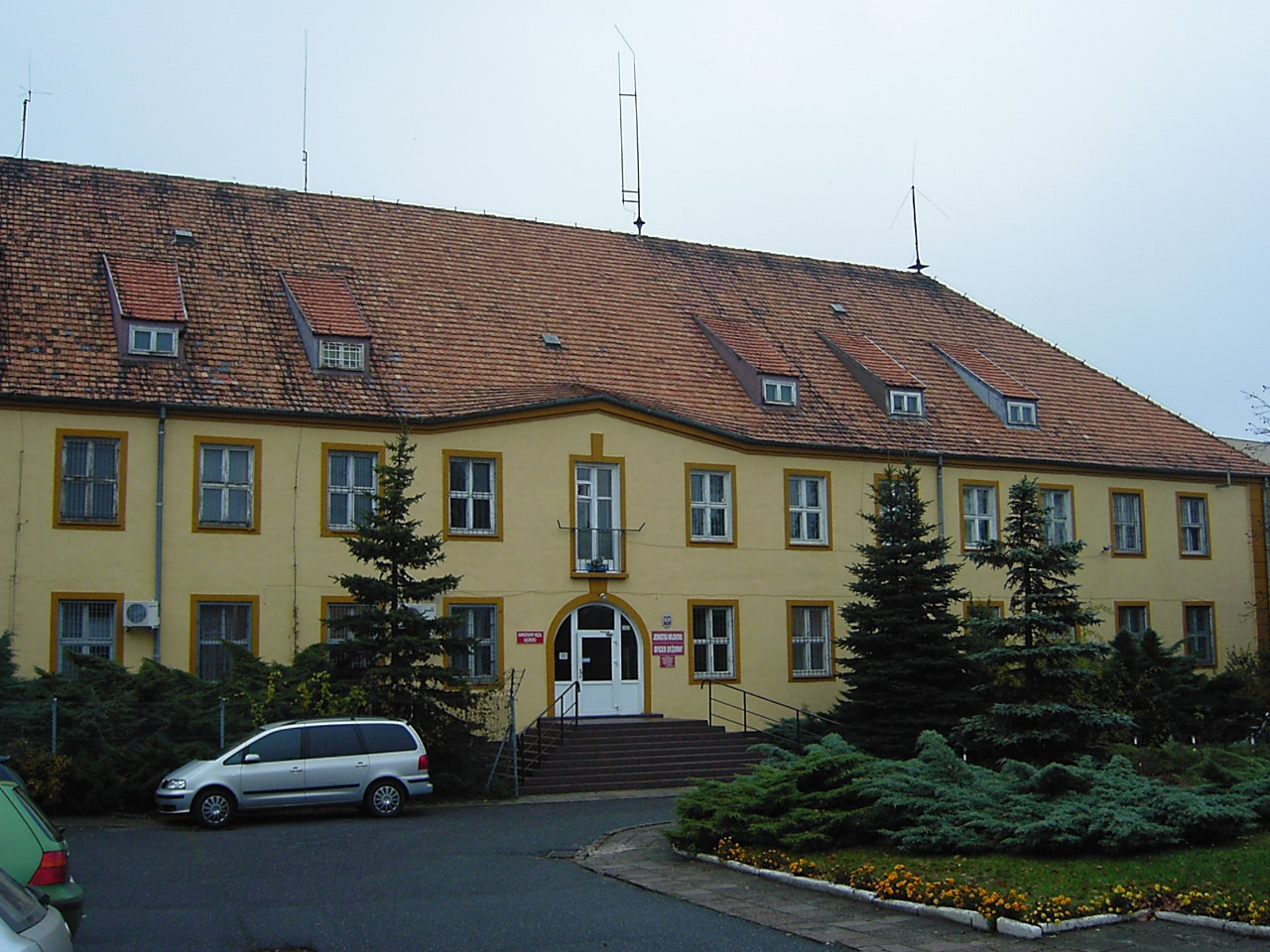
Krosno Odrzańskie – w tym budynku stacjonował sztab dywizji

4 Lubuska Dywizja Zmechanizowana im. Jana Kilińskiego (4 DZ) – związek taktyczny Wojsk Zmechanizowanych Sił Zbrojnych RP.
W 1990, w wyniku zmian restrukturyzacyjnych w Wojsku Polskim, 4 Dywizję Zmechanizowaną przeformowano na zmechanizowany związek taktyczny posiadający w swej strukturze trzy zunifikowane pułki zmechanizowane. Rozwiązano 11 pułk zmechanizowany, a 18 pułk czołgów z Wędrzyna przyjął strukturę zunifikowaną. Pozostałe pułki ogólnowojskowe również przekształcono w pułki zunifikowane. Dywizja przyjęła nazwę 4 Dywizja Zmechanizowana.
W czasie kolejnych reorganizacji dywizja przeszła na strukturę brygadową.

## Dowódcy
- gen. bryg. Leon Łapiński (1962–1964)
- gen. bryg. Józef Jaworski (1964–1966)
- płk Kazimierz Makarewicz (1966–1968)
- płk Jerzy Góral (1968–1970)
- gen. bryg. Apoloniusz Golik (1970–1972)
- gen. bryg. Henryk Antoszkiewicz (1972–1975)
- gen. bryg. Romuald Królak (1975–1978)
- gen. bryg. Zenon Bryk (1978–1984)
- gen. bryg. Kazimierz Tomaszewski (1984–1986)
- gen. bryg. Bolesław Baranowski (1986–1991)
- gen. bryg. Czesław Piątas (1991–1993)
- gen. bryg. Jerzy Baranowski (1993–1997)
- gen. bryg. Zbigniew Szura (1997–2001)

## Struktura organizacyjna w 1996 roku
- Dowództwo 4 Lubuskiej Dywizji Zmechanizowanej im. Jana Kilińskiego w Krośnie Odrzańskim
- 4 Gorzowska Brygada Zmechanizowana im. gen. Piotra Szembeka w Gorzowie Wielkopolskim
- 17 Wielkopolska Brygada Zmechanizowana im. gen. broni Józefa Dowbor-Muśnickiego w Międzyrzeczu
- 15 Wielkopolska Brygada Kawalerii Pancernej im. gen. broni Władysława Andersa w Wędrzynie
- 4 pułk przeciwlotniczy w Czerwieńsku
- 13 Kostrzyński pułk artylerii im. płk. Mikołaja Gomólickiego w Kostrzynie nad Odrą
- 17 Gnieźnieński pułk artylerii przeciwpancernej im. Króla Bolesława Chrobrego w Gnieźnie
- 4 batalion dowodzenia w Krośnie Odrzańskim
- 4 batalion rozpoznawczy w Wędrzynie
- 4 batalion zaopatrzenia w Krośnie Odrzańskim
- 4 batalion remontowy w Krośnie Odrzańskim
- 14 batalion saperów w Kostrzynie nad Odrą
- 65 batalion medyczny – Szpital Wojskowy w Krośnie Odrzańskim

## Tradycje
4 Lubuska Dywizja Zmechanizowana im. Jana Kilińskiego do chwili swego rozformowania kultywowała tradycje wszystkich „czwartych” formacji piechoty Wojska Polskiego.

## Rozformowanie
Dywizja oficjalnie została rozformowana 28 września 2001 Część jej oddziałów znalazła się w podporządkowaniu 11 Dywizji Kawalerii Pancernej z Żagania, część (w tym sztab) rozwiązano.